# Nzima

L'area di diffusione dei nzima nel sud-ovest del Ghana.

I nzima o nzema sono una popolazione akan dalla lingua affine agli agni stanziata nell'area sud-occidentale del Ghana, al confine con la Costa d'Avorio.

## Storia
Del popolo nzima si hanno poco informazioni prima della colonizzazione inglese. Si sa che apparteneva al popolo nzima Anton Wilhelm Amo, primo africano a frequentare un'università europea nel XVIII secolo. È noto che i nzima fossero vittime degli attacchi del vicino Impero ashanti, che nel corso degli anni ne erosero il territorio e depredarono le risorse. Il conflitto tra i due popoli si concluse però poco prima della conquista britannica alla fine del XIX secolo, quando riuscirono ad ottenere una importante e decisiva vittoria contro gli ashanti, che la tradizione vuole grazie al sacrificio del decimo figlio del re degli nzima al fiume Ankobra. I nzima al tavolo delle trattative non imposero tributi ma solo un legame di "parentela scherzosa" ma in un solo senso: gli nzima avrebbero avuto il diritto di scherzare e prendere in giro ogni membro del popolo ashanti che avrebbero incontrato.

## Società
Vivono in insediamenti lungo la costa, dedicandosi alla pesca e all'allevamento di pollame, suini e ovini. Le donne invece si occupano della coltivazione di igname, banane e palma da olio. I nzima sono divisi in sette clan, e conservano una tradizione monarchica ormai di sola facciata. Vigeva un tempo la poligamia, costume però sempre più raro sia per i divieti di legge che per la difficoltà di mantenimento di nuclei famigliari troppo estesi. Quella nzima è una società matrilineare, ove però anche il padre mantiene una sua importanza nell'allevamento e crescita dei propri figli.
Nonostante una conversione di facciata alle grandi religioni monoteistiche, i culti tradizionali rimangono molto forti ed importanti per la società nzima. Divinità principali sono Edenkema, la natura, e Nyame, il dio creatore, comunque sottoposto alla prima; fanno parte del folklore nzima numerosi spiriti, sia buoni che malvagi. Hanno molto seguito, ma solitamente limitati nel tempo, profeti e santoni che mischiano gli elementi dei culti monoteistici con quelli tradizionali.